# Greg Van Avermaet
Greg Van Avermaet (Lokeren, Flandes Oriental, 17 de mayo de 1985) es un ciclista belga que fue profesional desde 2006 hasta 2023.
Es un ciclista clasicómano, de ahí que sus mejores resultados deportivos hayan sido en este tipo de disciplina. En 2016 ganó la medalla de oro en los Juegos Olímpicos de Río de Janeiro 2016 en la prueba de ruta, la segunda para su país.  
Ganador en 2017 de un monumento, la París-Roubaix, también ha obtenido victorias en otras pruebas de un día, como la París-Tours 2011, Omloop Het Nieuwsblad 2016 y 2017, Gran Premio de Montreal 2016, E3 Harelbeke 2017 y Gante-Wevelgem 2017. Otros meritorios puestos son un 2.º y otro 3.º del Tour de Flandes y un 3.º en la Gante-Wevelgem, además de haber sido dos veces 5.º en el Campeonato Mundial de Ruta, entre otros.

## Biografía

### 2007: El gran salto en el mundo profesional
Comenzó su carrera en el máximo nivel en 2007 en el equipo Predictor-Lotto. A pesar de ser su segundo curso profesional, firmó una victoria en la quinta y penúltima etapa del Tour de Catar, donde dominó el esprint de un grupo de escapados que resistió al pelotón. Unos meses más tarde, confirmó su buena velocidad punta en la Vattenfall Cyclassics, donde terminó octavo, detrás de Paolo Bettini, después de haberse adjudicado unas semanas antes la segunda carrera del Tour de Wallonie en septiembre, además de ganar el popular Memorial Rik Van Steenbergen. 

### 2008: El año de éxito, entre ellos uno en la Vuelta a España
El año 2008 fue un gran éxito, brilló al igual que en la anterior edición en Tour de Catar y terminó tercero en la carrera ganando la clasificación de los jóvenes, antes de quedar octavo en el Tour de Flandes. Además, queda tercero en la E3 Harelbeke, disputada a finales de marzo. 
En la Vuelta a Bélgica, estuvo bien situado en la parte superior de los sprints, y es el único que puedo seguir a Stijn Devolder en la etapa reina. Gestiona para resistir los ataques de su compatriota y domina el ascenso final a Flémalle. No obstante, pierde su jersey de líder en los próximos días en la contrarreloj y concluyó en el segundo escalón del podio de esta carrera. Poco después, él trabaja en el sprint para su compañero Jurgen Roelandts en los campeonatos nacionales de Bélgica, y le permite conquistar el sprint. Él terminó al pie del podio en el cuarto lugar. 
En junio de 2008, fue autor de una buena Vuelta a Suiza (cuarto en la primera etapa, noveno de la 3 ª etapa, el sexto de la 9 ª etapa, y realizar un buen trabajo para ayudar a ganar dos etapas a Robbie McEwen). Se distinguió, sin embargo, en el Tour de Valonia. Terminó segundo en la primera etapa y tomó la iniciativa en la general en la segunda etapa llegar. Se refuerza su liderazgo sobre la línea de meta de la tercera etapa, después de una etapa en la que había ocho dificultades montañosas, y un acabado ligeramente ascendente. 
Al inicio de agosto, se destacó en el Tour de l'Ain a partir del primer día, cuando iba con dos escapados Floris Goesinnen y Paul Moucheraud ganando en el sprint.  
Más de dos semanas más tarde, destacó en el Gran Premio de Plouay, ocupando el séptimo puesto. Corrió después su primera gran Vuelta, la Vuelta a España. El momento de gloria vino en la 9ª etapa de la Vuelta a España en el que se unió a un grupo de escapada de once corredores y firmó una magnífica victoria al esprint a corredores de la talla de Davide Rebellin. Además, se llevaría la clasificación por puntos, premio a su gran regularidad en los sprints.

### 2009-2010: Sin victorias pero con puestos de honor
En el año 2009, Greg Van Avermaet empieza el año con un cuarto puesto en la Omloop Het Nieuwsblad, como un síntoma de que podía ser una gran temporada para él. Su siguiente carrera de entidad fue la Milán-San Remo, en la que en su segunda participación consiguió su primer top-15, concretamente en el puesto 13. Sin embargo, en las más importantes clásicas de primavera, Tour de Flandes y París-Roubaix, terminaría muy lejos de cualquier aspiración a entrar entre los 10 primeros, quedando en las dos carreras en el top-40. Debutaría en su primer Tour de Francia, aunque sin una destacada actuación. Cerrando la temporada, como puestos más destacados, lograría otro top-15, esta vez 14, en la París-Tours y un cuarto lugar en el Campeonato de Bélgica.
En el año 2010, Van Avermaet participaría por primera vez en la Strade Bianche, quedando en decimotercer lugar. Tampoco lo haría muy bien en los tres monumentos en los que participara el año pasado, Milán-San Remo, Tour de Flandes y París-Roubaix, quedando 47, 39 y 27 respectivamente. Volvería por segunda vez a la Vuelta a España, aunque no podría conseguir otro vez ninguna etapa ni maillot. Sin embargo, lograría un decimoprimer puesto en la Clásica de San Sebastián, y en su debut en otro monumento, el Giro de Lombardía, quedaría en decimoquinto lugar. Finalmente, sorprendería en el Campeonato del Mundo, con un quinto lugar, y repetiría el resultado del año pasado, por tercera vez consecutiva, en el Campeonato de Bélgica con otro cuarto lugar.

### 2011: Primera clásica de prestigio, la París - Tours
Para el año 2011, Van Avermaet ficha por el BMC, intentando alejarse de la sombra de otros grandes clasicómanos como Philippe Gilbert. En la Strade Bianche, entra en el top-10 concretamente noveno, en su segunda participación en la carrera. En la Milán-San Remo, firma una destacada actuación pasando destacado en la cima del Poggio, aunque finalmente quedaría noveno, a diez segundos de la cabeza. En la Gante-Wevelgem, concluye decimotercero. Sin embargo, participa sin mucha suerte en el Tour de Flandes, quedando 22.º, y no participaría en la París-Roubaix. Se estrenaría en el único monumento en el que no había participado, la Lieja-Bastoña-Lieja, quedando en séptimo lugar, y volvería al Giro de Lombardía, quedando en 12.º. No obstante lograría victorias en dos carreras menores, 1 etapa de la Vuelta a Austria, y otra en el Tour de Valonia más su general. Volvería a participar en la que hasta ahora ha sido su última salida en la Vuelta a España, aunque sin una destacada actuación, aunque antes pasaría por la Clásica de San Sebastián en la que consiguió quedar tercero al ganar el esprint del grupo que perseguía a la pareja que era cabeza de carrera. Sin embargo, su momento de gloria llegaría ya en el final de la temporada, con la victoria en el sprint final, al batir a su compañero de fuga, Marco Marcato, al que superó claramente en la disputa de la victoria de la París-Tours, la que era su clásica más prestigiosa hasta la fecha.

### 2012: 4.º en el Tour de Flandes
En el año 2012, Van Avermaet, no corre ninguna Gran Vuelta, dispuesto a centrarse en las clásicas. Empieza el año en la Omloop Het Nieuwsblad, con un 5.º lugar. En la Strade Bianche, repite puesto y se presenta en el Tour de Flandes, dispuesto a hacerlo bien. Entra cuarto, a 38 segundos del trío cabezero y batiendo al sprint a Peter Sagan. En ningún otro monumento de este año lo haría mejor. Sin embargo, por segundo año consecutivo no correría la París-Roubaix. En la Clásica de San Sebastián termina 13.º y se presenta en Canadá para hacer dos buenas carreras. En el Gran Premio de Quebec, queda 2.º, derrotado en el sprint final, y en el Gran Premio de Montreal, queda en 14.ª posición. Volvería a la París-Tours para intentar repetir triunfo, pero no le fue posible, quedando en 6.º lugar, a 12 segundos del primer clasificado, al que había derrotado en la edición anterior.

### 2013: 4.º en la París-Roubaix
Empieza la temporada de clásicas repitiendo el puesto del año pasado (5.º) en la Omloop Het Nieuwsblad y consigue un sexto lugar en la Strade Bianche. Hace tercero en la Gante-Wevelgem, al quedar segundo en el sprint del grupo que perseguía al ganador, Peter Sagan. En los dos grandes monumentos de primavera, Tour de Flandes y París-Roubaix, hace 7.º y 4.º respectivamente, en esta última batido en el esprint final en la lucha por el tercer puesto. De nuevo no disputa ninguna Gran Vuelta este año y acude al Tour de Utah, donde se impone en la primera etapa y viste de líder hasta el día siguiente, cuando lo pierde. Además, se hace con el triunfo final en el Tour de Valonia y dos etapas, carrera donde ya consiguió una etapa y la general en 2011. Cerrando la temporada, acude al dúo de carreras canadienses, el G. P. de Quebec, y el G. P. de Montreal, donde termina, 3° y 4° respectivamente. En el primero, es batido al sprint por dos corredores en teoría menos rápidos que él, y en el segundo gana el sprint del grupo que se encontraba a 7 segundos del ganador de la carrera, Peter Sagan, y a 3 segundos de su dúo perseguidor. En el Campeonato de Bélgica, regresa al top-10 después de 2 años de ausencia, con un 7.º puesto.

### 2014: 2.º en el Tour de Flandes
Empieza la temporada en la Omloop Het Nieuwsblad, con 
un 2.º lugar y entra en el 10.º lugar en el E3 BinckBank Classic como puestos más destacados. Se presenta en el Tour de Flandes, donde se escapa junto con Stijn Vandenbergh, aunque después son cazados por Sep Vanmarcke y Fabian Cancellara, con los que se jugarían el triunfo. En el sprint Van Avermaet es batido por el especialista suizo Fabian Cancellara.
Una semana más tarde, no corre la misma suerte en la París Roubaix, donde termina 17.º. Vuelve al Tour de Francia, donde disputa los sprints a grandes especialistas, aunque sin conseguir la victoria. Sin embargo, más tarde, consigue una etapa en el Eneco Tour, el Gran Premio de Valonia y el Gran Premio Impanis-Van Petegem. También termina 8.º en la Clásica de San Sebastián y en las dos carreras canadienses, el Gran Premio de Quebec y el Gran Premio de Montreal, termina 5.º y 7.º respectivamente. En el Campeonato del Mundo, repite su mejor posición, lograda en 2010, con un 5.º puesto. Para finalizar, en el Campeonato de Bélgica, termina dentro del top-10, con 9° lugar.

### 2015: 2.º en la Strade Bianche y 3.º en el Tour de Flandes y París-Roubaix
Van Avermaet empieza la temporada de clásicas en la Omloop Het Nieuwsblad, donde termina sexto, y acude a la Strade Bianche, donde termina 2.º, batido por Zdeněk Štybar en los últimos metros de la carrera. Acude a el Tour de Flandes, donde termina 3.º a 7 segundos del ganador. Una semana después, en la París-Roubaix, termina en la misma posición batido en el esprint final por el ganador, John Degenkolb y el ciclista que le derrotó en la Strade Bianche, Zdeněk Štybar. Después, participa en la Amstel Gold Race, donde consigue su mejor puesto hasta la fecha, 5°, puesto que repite en la Vattenfall Cyclassics. En la Tirreno-Adriático, se impone en la 3ª etapa y lidera por un día la carrera. Se presenta en el Tour de Francia, donde se impone en la 13.ª etapa, aunque abandona en la 16ª, para presenciar el nacimiento de su segundo hijo. Además, cerrando la temporada, gana una etapa en la Vuelta a Bélgica y se impone también en la general, termina 10° en el Gran Premio de Quebec, 3° en la París-Tours y entra por primera vez en el podio del Campeonato de Bélgica, con un tercer puesto. Sin duda, uno de sus años más regulares, aunque sin una gran victoria en las clásicas.

### 2016: Campeón Olímpico en Río
Empieza el año como es habitual en la Omloop Het Nieuwsblad, donde se impone a Peter Sagan en el sprint final. Acude a la Strade Bianche, donde termina 6.º, participa en la Milán-San Remo, donde queda 5.º en el esprint final, y 9.º en la Gante-Wevelgem. En el Tour de Flandes, sufre una dura caída que le lleva a abandonar. Se impone en la 6.ª etapa de la Tirreno-Adriático, ante Peter Sagan, y se pone de líder, condición que aguantaría en la crono final. Sin embargo, hay que resaltar que su victoria final estuvo condicionada por la anulación de la 5.ª etapa.
Vuelve al Campeonato de Bélgica, donde repite el resultado del año pasado, con un tercer puesto y en el Tour de Francia, se impone en la 5.ª etapa y se pone de amarillo por primera vez en su carrera, condición que le duraría tres días, hasta la 7ª etapa. En la Clásica de San Sebastián, termina 5° y en la dupla de carreras canadienses, el Gran Premio de Quebec y el Gran Premio de Montreal, terminó 2.º y 1.º, siendo batido en la primera por Peter Sagan y batiendo en la segunda al propio Sagan. Terminó 10.º en el Campeonato del Mundo, y ganó la prueba en ruta, de los Juegos Olímpicos de Río 2016, batiendo en el esprint a Jakob Fuglsang y Rafał Majka, y beneficiado por las caídas en el descenso de Nibali y Henao.

Al final de la temporada, sería declarado ganador del UCI América Tour.

### 2017: Victoria en la París-Roubaix, 2.° en el Tour de Flandes y UCI World Tour
Van Avermaet, empieza el año imponiéndose en la Omloop Het Nieuwsblad, por segundo año consecutivo, ante Peter Sagan al sprint. A continuación, acude a la Kuurne-Bruselas-Kuurne, donde termina 7.º, y a la Strade Bianche, donde termina por segunda vez en su carrera 2.º, batido por Michał Kwiatkowski, en la rampa final. Participa en el E3 Harelbeke, donde se impone a un grandísimo clasicómano como Philippe Gilbert y vence en la Gante-Wevelgem, tras un grandísima actuación. Sin embargo, su posiblemente mayor momento de gloria en su carrera deportiva, quizás a excepción del Campeonato Olímpico en ruta de Río, es la victoria en la París-Roubaix, al vencer al sprint en el famoso Velódromo de Roubaix. Sin embargo, una semana antes, había sido segundo en el Tour de Flandes, aunque hubiera podido luchar por la victoria de la carrera si no hubiera sufrido una caída junto a Peter Sagan y Oliver Naesen, provocada por la chaqueta que un espectador había colocado en una de las vallas que había al lado de uno de los muros de pavé, y que se enganchó a una de las bicicletas de los tres corredores en el momento que atacaban, en el que se estaba decidiendo la carrera. Participa en el Tour de Francia, buscando una etapa o el maillot amarillo, aunque sin éxito, y se presenta en el Tour de Luxemburgo, donde se impone en la general final, la clasificación por puntos y dos etapas. Termina 8° en la Clásica de San Sebastián, 10.º en la Bretagne Classic, y 2.º y 7.º en el Gran Premio de Quebec y el Gran Premio de Montreal, respectivamente. Además, termina 6° en el Campeonato del Mundo, y es declarado ganador del UCI WorldTour, premio a una temporada tan completa.

## Palmarés
| 2006 - Trofeo Internacional Jong Maar Moedig - Zellik-Galmaarden - Kattekoers 2007 - 1 etapa del Tour de Catar - 1 etapa del Tour de Valonia - Tour de la Hainleite - Memorial Rik Van Steenbergen 2008 - 1 etapa de la Vuelta a Bélgica - 1 etapa del Tour de Valonia - 1 etapa del Tour de l'Ain - Gran Premio Stad Sint-Niklaas - 1 etapa de la Vuelta a España, más clasificación por puntos 2011 - 1 etapa de la Vuelta a Austria - Tour de Valonia, más 1 etapa - París-Tours 2013 - Tour de Valonia, más 2 etapas - 1 etapa del Tour de Utah 2014 - 1 etapa del Eneco Tour - Gran Premio de Valonia - Gran Premio Impanis-Van Petegem 2015 - 1 etapa de la Tirreno-Adriático - Vuelta a Bélgica, más 1 etapa - 3.º en el Campeonato de Bélgica en Ruta - 1 etapa del Tour de Francia | 2016 - Omloop Het Nieuwsblad - Tirreno-Adriático, más 1 etapa - 3.º en el Campeonato de Bélgica en Ruta - 1 etapa del Tour de Francia - Campeonato Olímpico en Ruta - Gran Premio de Montreal - UCI America Tour 2017 - Omloop Het Nieuwsblad - E3 Harelbeke - Gante-Wevelgem - París-Roubaix - Tour de Luxemburgo, más 2 etapas - UCI WorldTour 2018 - 1 etapa del Tour de Omán - Tour de Yorkshire 2019 - 1 etapa de la Vuelta a la Comunidad Valenciana - 1 etapa del Tour de Yorkshire - Gran Premio de Montreal 2023 - Boucles de l'Aulne |

## Resultados

### Grandes Vueltas
| Carrera | Carrera         | 2007 | 2008 | 2009 | 2010 | 2011 | 2012 | 2013 | 2014 | 2015 | 2016 | 2017 | 2018 | 2019 | 2020 | 2021 | 2022 | 2023 |
| ------- | --------------- | ---- | ---- | ---- | ---- | ---- | ---- | ---- | ---- | ---- | ---- | ---- | ---- | ---- | ---- | ---- | ---- | ---- |
|         | Giro de Italia  | —    | —    | —    | —    | —    | —    | —    | —    | —    | —    | —    | —    | —    | —    | —    | —    | —    |
|         | Tour de Francia | —    | —    | 89.º | —    | —    | —    | —    | 38.º | Ab.  | 44.º | 58.º | 28.º | 36.º | 50.º | 97.º | —    | —    |
|         | Vuelta a España | —    | 66.º | —    | 49.º | 83.º | —    | —    | —    | —    | —    | —    | —    | —    | —    | —    | —    | —    |

### Clásicas, Campeonatos y JJ. OO.
| Carrera                 | Carrera                 | 2007  | 2008  | 2009          | 2010          | 2011          | 2012  | 2013          | 2014          | 2015          | 2016 | 2017          | 2018          | 2019          | 2020          | 2021 | 2022 | 2023 |
| ----------------------- | ----------------------- | ----- | ----- | ------------- | ------------- | ------------- | ----- | ------------- | ------------- | ------------- | ---- | ------------- | ------------- | ------------- | ------------- | ---- | ---- | ---- |
| Omloop Het Nieuwsblad   | Omloop Het Nieuwsblad   | 84.º  | —     | 4.º           | 108.º         | 30.º          | 5.º   | 5.º           | 2.º           | 6.º           | 1.º  | 1.º           | 50.º          | 2.º           | 13.º          | 33.º | 3.º  | 34.º |
| Kuurne-Bruselas-Kuurne  | Kuurne-Bruselas-Kuurne  | —     | —     | —             | Ab.           | 81.º          | 101.º | X             | 24.º          | 69.º          | 74.º | 7.º           | 56.º          | —             | 26.º          | 8.º  | 51.º | 81.º |
| Strade Bianche          | Strade Bianche          | —     | —     | —             | 13.º          | 9.º           | 5.º   | 6.º           | —             | 2.º           | 6.º  | 2.º           | 34.º          | 6.º           | 8.º           | 22.º | 41.º | 45.º |
|                         | Milán-San Remo          | —     | 52.º  | 13.º          | 47.º          | 9.º           | 69.º  | 36.º          | 25.º          | 19.º          | 5.º  | 21.º          | 17.º          | 42.º          | 8.º           | 13.º | 35.º | —    |
| A Través de Flandes     | A Través de Flandes     | —     | 74.º  | Ab.           | 11.º          | 22.º          | —     | —             | —             | —             | 32.º | —             | 8.º           | —             | X             | 7.º  | 16.º | 89.º |
| E3 Saxo Classic         | E3 Saxo Classic         | 89.º  | 3.º   | 28.º          | 26.º          | —             | 26.º  | 24.º          | 10.º          | 88.º          | Ab.  | 1.º           | 3.º           | 3.º           | X             | 6.º  | 42.º | Ab.  |
| Gante-Wevelgem          | Gante-Wevelgem          | —     | 170.º | —             | —             | 13.º          | 27.º  | 3.º           | 28.º          | 36.º          | 9.º  | 1.º           | 14.º          | 20.º          | —             | 12.º | 17.º | 85.º |
|                         | Tour de Flandes         | Ab.   | 8.º   | 35.º          | 39.º          | 22.º          | 4.º   | 7.º           | 2.º           | 3.º           | Ab.  | 2.º           | 5.º           | 10.º          | —             | 3.º  | 15.º | 62.º |
| Scheldeprijs            | Scheldeprijs            | 102.º | —     | Ab.           | —             | —             | —     | —             | 89.º          | —             | —    | —             | —             | —             | —             | —    | —    | —    |
|                         | París-Roubaix           | 29.º  | 27.º  | 38.º          | 27.º          | —             | —     | 4.º           | 17.º          | 3.º           | —    | 1.º           | 4.º           | 12.º          | X             | 32.º | 17.º | 37.º |
| Flecha Brabanzona       | Flecha Brabanzona       | —     | —     | —             | 8.º           | 15.º          | 5.º   | 6.º           | —             | —             | —    | —             | —             | —             | —             | 21.º | —    | Ab.  |
| Amstel Gold Race        | Amstel Gold Race        | —     | 84.º  | —             | —             | 24.º          | 16.º  | 16.º          | 40.º          | 5.º           | —    | 12.º          | 14.º          | 14.º          | X             | 26.º | 24.º | 26.º |
|                         | Lieja-Bastoña-Lieja     | —     | —     | —             | —             | 7.º           | 73.º  | 63.º          | —             | —             | —    | 11.º          | —             | 52.º          | Ab.           | —    | —    | —    |
| Clásica San Sebastián   | Clásica San Sebastián   | —     | —     | —             | 11.º          | 3.º           | 13.º  | 18.º          | 8.º           | Ab.           | 5.º  | 8.º           | 4.º           | 2.º           | X             | —    | —    | —    |
| Cyclassics Hamburg      | Cyclassics Hamburg      | 8.º   | —     | 65.º          | —             | —             | 38.º  | —             | 61.º          | 5.º           | —    | 32.º          | —             | —             | X             | X    | 27.º | 45.º |
| Bretagne Classic        | Bretagne Classic        | —     | 7.º   | —             | 24.º          | —             | 37.º  | 71.º          | 76.º          | 73.º          | 46.º | 10.º          | —             | 6.º           | —             | —    | —    | 43.º |
| Gran Premio de Quebec   | Gran Premio de Quebec   | X     | X     | X             | —             | —             | 2.º   | 3.º           | 5.º           | 10.º          | 2.º  | 2.º           | 2.º           | 3.º           | X             | X    | 13.º | 36.º |
| Gran Premio de Montreal | Gran Premio de Montreal | X     | X     | X             | —             | —             | 14.º  | 4.º           | 7.º           | 37.º          | 1.º  | 7.º           | 3.º           | 1.º           | X             | X    | 16.º | 60.º |
| París-Tours             | París-Tours             | 48.º  | 132.º | 14.º          | 16.º          | 1.º           | 6.º   | 48.º          | 39.º          | 3.º           | 77.º | —             | —             | —             | —             | 41.º | —    | 58.º |
|                         | Giro de Lombardía       | —     | —     | —             | 15.º          | 12.º          | 17.º  | 17.º          | —             | —             | Ab.  | —             | —             | —             | —             | —    | —    | —    |
| JJ. OO. (Ruta)          | JJ. OO. (Ruta)          | ND    | —     | No se disputó | No se disputó | No se disputó | 82.º  | No se disputó | No se disputó | No se disputó | 1.º  | No se disputó | No se disputó | No se disputó | No se disputó | Ab.  | ND   | ND   |
| Mundial en Ruta         | Mundial en Ruta         | 63.º  | 17.º  | 44.º          | 5.º           | 175.º         | 24.º  | 23.º          | 5.º           | 23.º          | 10.º | 6.º           | 50.º          | 8.º           | 21.º          | —    | —    | —    |
| Bélgica en Ruta         | Bélgica en Ruta         | 30.º  | 4.º   | 4.º           | 4.º           | 27.º          | 27.º  | 7.º           | 9.º           | 3.º           | 3.º  | 62.º          | 14.º          | 18.º          | 31.º          | 29.º | 40.º | 45.º |

—: No participa 

Ab.: Abandona 

X: No se disputó

## Equipos
- Bodysol-Win for Life-Jong Vlaanderen (2006)
- Lotto (2007-2010)
  - Predictor-Lotto (2007)
  - Silence-Lotto (2008-2009)
  - Omega Pharma-Lotto (2010)
- BMC/CCC (2011-2020)
  - BMC Racing Team (2011-2018)
  - CCC Team (2019-2020)
- AG2R Citroën Team[43] (2021-2023)